# Domislica
Domislica (en cyrillique : Домислица) est un village de Bosnie-Herzégovine. Il est situé dans la municipalité de Maglaj, dans le canton de Zenica-Doboj et dans la fédération de Bosnie-et-Herzégovine. Selon les premiers résultats du recensement bosnien de 2013, il compte 744 habitants.

## Démographie

### Évolution historique de la population
| 1948 | 1953 | 1961 | 1971 | 1981 | 1991 | 2013 |
| ---- | ---- | ---- | ---- | ---- | ---- | ---- |
| -    | -    | 292  | 466  | 627  | 703  | 744  |

|  |